# Vüsal
Vüsal ist ein männlicher Vorname.

## Herkunft und Bedeutung
Der vor allem im Aserbaidschanischen verwendete Vorname bedeutet (Zusammen)Treffen, Verbindung, Zusammenkunft.
Weibliche Formen sind Vüsala und Vüsalə.

## Bekannte Namensträger
- Vüsal Hüseynov (* 1980), aserbaidschanischer Politiker